# 特诗琳王太后
特诗琳德拉王后（皇家轉寫：Thepsirin；1834年7月17日—1861年9月9日），泰国却克里王朝国王拉玛四世的第二任王后（前任为Somanass Waddhanawathy，在其给泰王生下了的长子夭折后不久去世），她给丈夫生了3子1女，其中长子为后来的泰王拉玛五世朱拉隆功。